# Ronald Levy
Ronald Levy (ur. 30 października 1992 w Westmoreland) –  jamajski lekkoatleta, płotkarz.
Zwyciężył w biegu na 110 metrów przez płotki na igrzyskach Wspólnoty Narodów w 2018 w Gold Coast, przed swym rodakiem Hansle Parchmentem i Nicholasem Houghiem z Australii. Zajął drugie miejsce w zawodach pucharu interkontynentalnego w 2018 w Ostrawie.
W 2021 zdobył brązowy medal podczas igrzysk olimpijskich w Tokio.
Złoty medalista mistrzostw Jamajki.

## Osiągnięcia
| Rok  | Impreza                    | Miejsce    | Konkurencja                | Lokata     | Wynik        | Źródło |
| ---- | -------------------------- | ---------- | -------------------------- | ---------- | ------------ | ------ |
| 2017 | Mistrzostwa świata         | Londyn     | bieg na 110 m przez płotki | eliminacje | DNF          | [ 2 ]  |
| 2018 | Halowe mistrzostwa świata  | Birmingham | bieg na 60 m przez płotki  | półfinał   | 7,62 (półf.) | [ 3 ]  |
| 2018 | Igrzyska Wspólnoty Narodów | Gold Coast | bieg na 110 m przez płotki | 1. miejsce | 13,19        | [ 1 ]  |
| 2018 | Puchar interkontynentalny  | Ostrawa    | bieg na 110 m przez płotki | 2. miejsce | 13,12        | [ 4 ]  |
| 2019 | Mistrzostwa świata         | Doha       | bieg na 110 m przez płotki | półfinał   | DSQ          | [ 5 ]  |
| 2021 | Igrzyska olimpijskie       | Tokio      | bieg na 110 m przez płotki | 3. miejsce | 13,10        |        |

## Rekordy życiowe
- bieg na 100 metrów – 10,17 s (7 kwietnia 2017, Kingston)
- bieg na 200 metrów – 20,81 s (22 marca 2014, Kingston)
- bieg na 110 metrów przez płotki – 13,05 s (1 lipca 2017, Paryż)
- bieg na 60 metrów przez płotki (hala) – 7,49 s (25 lutego 2018, Glasgow)[6]